# Marco Melandri
Marco Melandri (7 de agosto de 1982) é um motociclista italiano que disputou o mundial de MotoGP. Melandri foi campeão das 250 cilindradas em 2002.

## Carreira
Melandri começou a pilotar com a idade de seis anos.